# Ferme ornée

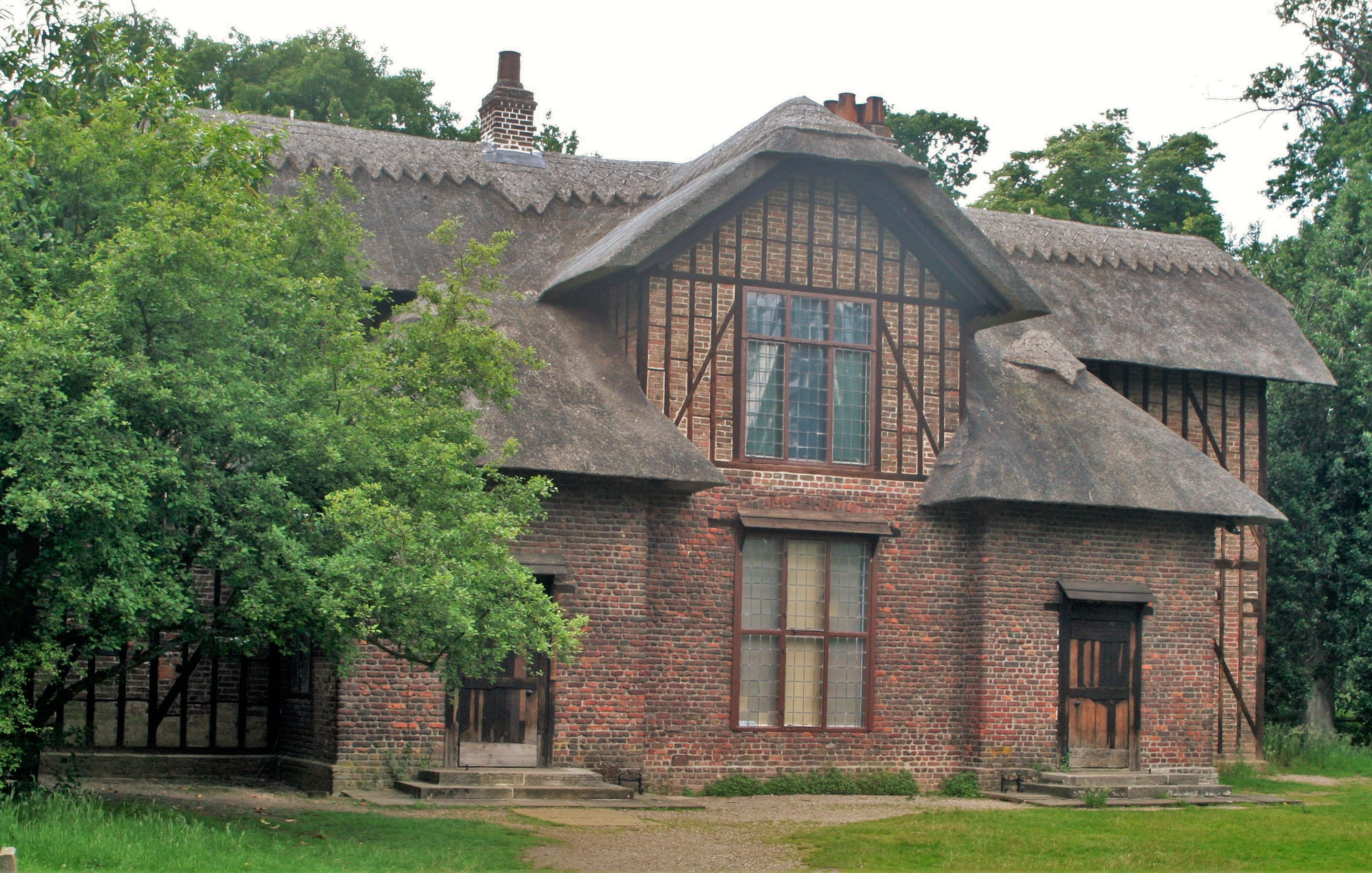
Queen Charlottes Cottage in de Kew Gardens, Engeland

De term ferme ornée (opgesierd agrarisch landschap) werd voor het eerst in 1715 gebruikt door de Britse tuinarchitect Stephen Switser. Hij bedoelde er een buitenplaats mee als landgoed dat deels voor esthetische genoegens en deels voor landbouw was aangelegd. Landhuis, park en landbouwgronden werden in zijn filosofie voor het eerst als eenheid beschouwd en ingericht.
De velden werden gerangschikt in aangename composities door de aanplant van lanen en hagen. Er was ruimte voor fraaie landschappelijke ornamenten zoals vijvers, bruggetjes, theekoepels, beelden en wandelpaden. Een rondweg werd vaak aangelegd om akkers gemakkelijk te kunnen bereiken, maar vooral ook om ten volle van het landschap te kunnen genieten.
Hoewel de ferme ornée nog een economisch georiënteerde landbouwactiviteit kende, ontwikkelde de idee zich in de loop van de 18e eeuw tot een mode, waarbij elementen uit een boerendorpje in een park werden ingebed, zonder dat ze nog de oorspronkelijke economische functie bezaten. Deze landhuisjes, watermolens en schuurtjes konden eerder als follies worden beschouwd. Het meest beroemde voorbeeld is wel het Le Hameau de la Reine, dat in 1785 werd gebouwd in de tuin van het Kasteel van Versailles.